# 甜絲絲

《甜丝丝》（英語：[My Sweetie] 错误：{{Lang}}：文本有斜体标记（帮助））是一部2004年上映的香港電影。由葉念琛導演，鄧麗欣、森美、樂基兒領銜主演。

## 演員
| 演員                   | 角色       | 關係/暱稱                          |
| 鄧麗欣                 | 陳自強     |                                    |
| 森美                   | 羅二娣     |                                    |
| 樂基兒                 | 白雪雪     |                                    |
| 官恩娜                 | 高妙詩     | 羅二娣好友                         |
| 吳家穎                 | 江可愛     | 羅二娣好友                         |
| 田蕊妮                 | 錢細       | 羅二娣好友                         |
| 黃伊汶                 | 羅三花     | 羅二娣之妹                         |
| 董敏莉                 | 羅四喜     | 羅二娣之妹                         |
| 吳日言                 | 羅五福     | 羅二娣之妹                         |
| 關之彤                 | 方小敏     |                                    |
| 占@I Love You Boyz     | 陸加俊     | 太子爺手下                         |
| Donald@I Love You Boyz | 蔡輕麟     | 太子爺手下                         |
| 李燦森                 | 歐陽飛飛   | 羅二娣之表哥                       |
| 張達明                 | 柳影雄     | 羅二娣之表哥                       |
| 鄧梓峰                 | 狼狗哥     |                                    |
| 周驄                   | 太子爺     |                                    |
| 森森                   | 羅媽       | 羅二娣、羅三花、羅四喜、羅五福之母 |
| 楊千嬅                 | 太子女     | 客串                               |
| 鄭中基                 | 升降機業主 | 客串                               |
| 梁漢文                 | Kenny      | 客串 陳自強之前男友                |
| 田啟文                 | 田寶寶     | 客串                               |
| 鄭祖                   | 劫匪       | 客串                               |
| 莊思敏                 | 女職員     | 客串                               |
| 莊思華                 | 女職員     | 客串                               |
| 莊思明                 | 女職員     | 客串                               |
| 李文標                 | 飛虎隊     | 客串                               |
| 冯镓潆                 | 泳衣女郎   | 客串                               |
| 衛志豪                 | 情侶       | 客串                               |
| 余思敏                 | 情侶       | 客串                               |

## 歌曲
- 主題曲：
  - 〈愛是最大權利〉 - 吳雨霏
- 插曲：
  - 〈他不准我哭〉 - 鄧麗欣

## 外部連結
- 開眼電影網上《甜絲絲》的資料（繁體中文）
- 豆瓣电影上《甜絲絲》的資料 （简体中文）
- 时光网上《甜絲絲》的資料（简体中文）
- 香港影庫上《甜絲絲》的資料（繁體中文）
- 互联网电影数据库（IMDb）上《甜絲絲》的资料（英文）